# مایکل ردفورد
مایکل رادفورد (انگلیسی: Michael Radford؛ زادهٔ ۲۴ فوریهٔ ۱۹۴۶) یک فیلم‌نامه‌نویس، تهیه‌کننده، و کارگردان انگلیسی متولد دهلی نو است.

## معرفی
مایکل رادفورد متولد ۱۹۴۶ دهلی نو است. در دانشگاه آکسفورد درس خوانده و مدتی نیز به عنوان معلم کار کرده‌است. بعدها در مدرسه ملی سینما و تلویزیون انگلستان تحصیل کرده و با ساختن فیلم‌های مستند به فیلمسازی روی آورده‌است. در ۱۹۸۳ برای اولین منتقدان با فیلم مکانی دیگر، زمانی دیگر نامش را شنیدند. یک سال بعد با فیلم ۱۹۸۴ که بر اساس کتاب جورج اورول ساخته بود، موفق به دریافت جایزه لاله طلایی جشنواره استانبول و جایزه بهترین فیلم از مراسم ایونینگ استاندارد بریتیش فیلم شد. شهرت جهانی یک دهه بعد با فیلم پستچی[دربارهٔ داستان عاشقانه یک پستچی ایتالیایی که از زبان پابلوی نرودا شاعر تبعیدی روایت می‌شد] نصیب وی شد.

## معروفیت در ایران
از مایکل رادفورد، کارگردانی و نویسندگی آثار معتبر سینمایی نظیر پستچی (۱۹۹۴) شهرت فراوان دارند.
همچنین از معروف‌ترین آثار وی در سال‌های اخیر، تاجر ونیزی با بازی آل پاچینو است.

## قلعه حیوانات
کارگردانی و ساخت معروف‌ترین اثر سینمایی اقتباس شده از رمان معروف و جنجال‌برانگیز قلعه حیوانات نوشتهٔ جورج اورول از آن مایکل رادفورد است که درست در سال ۱۹۸۴، کتاب ۱۹۸۴ را مجدداً به عرصه سینما کشاند.

## جوایز و افتخارات
- برنده بفتای بهترین کارگردانی برای فیلم ایل پوستینو: پستچی در سال ۱۹۹۵